# Переможці Вімблдонського турніру серед жінок в одиночному розряді
Вімблдонський турнір — щорічний тенісний турнір на травʼяному покритті, що проходить у Вімблдоні, передмісті Лондона, з 1877 року. Змагання серед жінок проводяться з 1884 року.

## Фінали
| Рік  | Переможець                                                  | Фіналіст                                                    | Рахунок                                                     |
| ---- | ----------------------------------------------------------- | ----------------------------------------------------------- | ----------------------------------------------------------- |
| 2025 | Іга Свьонтек (Польща)                                       | Аманда Анісімова (США)                                      | 6:0, 6:0                                                    |
| 2024 | Барбора Крейчикова (Чехія)                                  | Ясміне Паоліні (Італія)                                     | 6:2, 2:6, 6:4                                               |
| 2023 | Маркета Вондроушова (Чехія)                                 | Онс Жабер (Туніс)                                           | 6:4, 6:4                                                    |
| 2022 | Олена Рибакіна (Казахстан)                                  | Онс Жабер (Туніс)                                           | 3:6, 6:2, 6:2                                               |
| 2021 | Ешлі Барті (Австралія)                                      | Кароліна Плішкова (Чехія)                                   | 6:3, 6:7, 6:3                                               |
| 2020 | Турнір не проводився (Пандемія коронавірусної хвороби 2019) | Турнір не проводився (Пандемія коронавірусної хвороби 2019) | Турнір не проводився (Пандемія коронавірусної хвороби 2019) |
| 2019 | Симона Халеп (Румунія)                                      | Серена Вільямс (США)                                        | 6:2, 6:2                                                    |
| 2018 | Анджелік Кербер (Німеччина)                                 | Серена Вільямс (США)                                        | 6:3, 6:3                                                    |
| 2017 | Гарбінє Мугуруса (Іспанія)                                  | Вінус Вільямс (США)                                         | 7:5, 6:0                                                    |
| 2016 | Серена Вільямс (США)                                        | Анджелік Кербер (Німеччина)                                 | 7:5, 6:3                                                    |
| 2015 | Серена Вільямс (США)                                        | Гарбінє Мугуруса (Іспанія)                                  | 6:4, 6:4                                                    |
| 2014 | Петра Квітова (Чехія)                                       | Ежені Бушар (Канада)                                        | 6:3, 6:0                                                    |
| 2013 | Маріон Бартолі (Франція)                                    | Сабіне Лісіцкі (Німеччина)                                  | 6:1 6:4                                                     |
| 2012 | Серена Вільямс (США)                                        | Агнешка Радванська (Польща)                                 | 6:1, 5:7, 6:2                                               |
| 2011 | Петра Квітова (Чехія)                                       | Марія Шарапова (Росія)                                      | 6:3 6:2                                                     |
| 2010 | Серена Вільямс (США)                                        | Віра Звонарьова (Росія)                                     | 6:3 6:2                                                     |
| 2009 | Серена Вільямс (США)                                        | Вінус Вільямс (США)                                         | 7:6(3) 6:2                                                  |
| 2008 | Вінус Вільямс (США)                                         | Серена Вільямс (США)                                        | 7:5 6:4                                                     |
| 2007 | Вінус Вільямс (США)                                         | Маріон Бартолі (Франція)                                    | 6:4 6:1                                                     |
| 2006 | Амелі Моресмо (Франція)                                     | Жустін Енен (Бельгія)                                       | 2:6 6:3 6:4                                                 |
| 2005 | Вінус Вільямс (США)                                         | Ліндсі Девенпорт (США)                                      | 4:6 7:6(4) 9:7                                              |
| 2004 | Марія Шарапова (Росія)                                      | Серена Вільямс (США)                                        | 6:1 6:4                                                     |
| 2003 | Серена Вільямс (США)                                        | Вінус Вільямс (США)                                         | 4:6 6:4 6:2                                                 |
| 2002 | Серена Вільямс (США)                                        | Вінус Вільямс (США)                                         | 7:6(4) 6:3                                                  |
| 2001 | Вінус Вільямс (США)                                         | Жустін Енен (Бельгія)                                       | 6:1 3:6 6:0                                                 |
| 2000 | Вінус Вільямс (США)                                         | Ліндсі Девенпорт (США)                                      | 6:3 7:6(3)                                                  |
| 1999 | Ліндсі Девенпорт (США)                                      | Штеффі Граф (Німеччина)                                     | 6:4 7:5                                                     |
| 1998 | Яна Новотна (Чехія)                                         | Наталі Тозья (Франція)                                      | 6:4 7:6(2)                                                  |
| 1997 | Мартіна Хінгіс (Швейцарія)                                  | Яна Новотна (Чехія)                                         | 2:6 6:3 6:3                                                 |
| 1996 | Штеффі Граф (Німеччина)                                     | Аранча Санчес-Вікаріо (Іспанія)                             | 6:3 7:5                                                     |
| 1995 | Штеффі Граф (Німеччина)                                     | Аранча Санчес-Вікарио (Іспанія)                             | 4:6 6:1 7:5                                                 |
| 1994 | Кончіта Мартінес (Іспанія)                                  | Мартіна Навратілова (США)                                   | 6:4 3:6 6:3                                                 |
| 1993 | Штеффі Граф (Німеччина)                                     | Яна Новотна (Чехія)                                         | 7:6 1:6 6:4                                                 |
| 1992 | Штеффі Граф (Німеччина)                                     | Моніка Селеш (Югославія)                                    | 6:2 6:1                                                     |
| 1991 | Штеффі Граф (Німеччина)                                     | Габріела Сабатіні (Аргентина)                               | 6:4 3:6 8:6                                                 |
| 1990 | Мартіна Навратілова (США)                                   | Зіна Гаррісон (США)                                         | 6:4 6:1                                                     |
| 1989 | Штеффі Граф (ФРН)                                           | Мартіна Навратілова (США)                                   | 6:2 6:7 6:1                                                 |
| 1988 | Штеффі Граф (ФРН)                                           | Мартіна Навратілова (США)                                   | 5:7 6:2 6:1                                                 |
| 1987 | Мартіна Навратілова (США)                                   | Штеффі Граф (ФРН)                                           | 7:5 6:3                                                     |
| 1986 | Мартіна Навратілова (США)                                   | Гана Мандлікова (Чехословаччина)                            | 7:6 6:3                                                     |
| 1985 | Мартіна Навратілова (США)                                   | Кріс Еверт (США)                                            | 4:6 6:3 6:2                                                 |
| 1984 | Мартіна Навратілова (США)                                   | Кріс Еверт (США)                                            | 7:6 6:2                                                     |
| 1983 | Мартіна Навратілова (США)                                   | Андреа Єйгер (США)                                          | 6:0 6:3                                                     |
| 1982 | Мартіна Навратілова (США)                                   | Кріс Еверт (США)                                            | 6:1 3:6 6:2                                                 |
| 1981 | Кріс Еверт (США)                                            | Гана Мандлікова (Чехословаччина)                            | 6:2 6:2                                                     |
| 1980 | Івонн Гулагонг (Австралія)                                  | Кріс Еверт (США)                                            | 6:1 7:6                                                     |
| 1979 | Мартіна Навратілова (Чехословаччина)                        | Кріс Еверт (США)                                            | 6:4 6:4                                                     |
| 1978 | Мартіна Навратілова (Чехословаччина)                        | Кріс Еверт (США)                                            | 2:6 6:4 7:5                                                 |
| 1977 | Вірджинія Вейд (Велика Британія)                            | Бетті Стеве (Нідерланди)                                    | 4:6 6:3 6:1                                                 |
| 1976 | Кріс Еверт (США)                                            | Івонн Гулагонг (Австралія)                                  | 6:3 4:6 8:6                                                 |
| 1975 | Біллі-Джин Кінг (США)                                       | Івонн Гулагонг (Австралія)                                  | 6:0 6:1                                                     |
| 1974 | Кріс Еверт (США)                                            | Ольга Морозова (СРСР)                                       | 6:0 6:4                                                     |
| 1973 | Біллі-Джин Кінг (США)                                       | Кріс Еверт (США)                                            | 6:0 7:5                                                     |
| 1972 | Біллі-Джин Кінг (США)                                       | Івонн Гулагонг (Австралія)                                  | 6:3 6:3                                                     |
| 1971 | Івонн Гулагонг (Австралія)                                  | Маргарет Корт (Австралія)                                   | 6:4 6:1                                                     |
| 1970 | Маргарет Корт (Австралія)                                   | Біллі-Джин Кінг (США)                                       | 14:12 11:9                                                  |
| 1969 | Енн Гейдон-Джонс (Велика Британія)                          | Біллі-Джин Кінг (США)                                       | 3:6 6:3 6:2                                                 |
| 1968 | Біллі-Джин Кінг (США)                                       | Джуді Далтон Тагерт (Австралія)                             | 9:7 7:5                                                     |
| 1967 | Біллі-Джин Кінг (США)                                       | Енн Гейдон-Джонс (Велика Британія)                          | 6:3 6:4                                                     |
| 1966 | Біллі-Джин Кінг (США)                                       | Марія Буено (Бразилія)                                      | 6:3 3:6 6:1                                                 |
| 1965 | Маргарет Сміт (Австралія)                                   | Марія Буено (Бразилія)                                      | 6:4 7:5                                                     |
| 1964 | Марія Буено (Бразилія)                                      | Маргарет Сміт (Австралія)                                   | 6:4 7:9 6:3                                                 |
| 1963 | Маргарет Сміт (Австралія)                                   | Біллі-Джин Моффітт (США)                                    | 6:3 6:4                                                     |
| 1962 | Карен Сусман (США)                                          | Вера Сукова (Чехословаччина)                                | 6:4 6:4                                                     |
| 1961 | Анджела Мортімер (Велика Британія)                          | Крістін Труман (Велика Британія)                            | 4:6 6:4 7:5                                                 |
| 1960 | Марія Буено (Бразилія)                                      | Сандра Рейнольдс ([[]])                                     | 8:6 6:0                                                     |
| 1959 | Марія Буено (Бразилія)                                      | Дарлен Гард (США)                                           | 6:4 6:3                                                     |
| 1958 | Алтея Гібсон (США)                                          | Анджела Мортімер (Велика Британія)                          | 8:6 6:2                                                     |
| 1957 | Алтея Гібсон (США)                                          | Дарлен Гард (США)                                           | 6:3 6:2                                                     |
| 1956 | Ширлі Фрай (США)                                            | Анджела Бакстон (Велика Британія)                           | 6:3 6:1                                                     |
| 1955 | Луїз Браф (США)                                             | Беверлі Фляйц (США)                                         | 7:5 8:6                                                     |
| 1954 | Морін Конноллі (США)                                        | Луїз Браф (США)                                             | 6:2 7:5                                                     |
| 1953 | Морін Конноллі (США)                                        | Доріс Гарт (США)                                            | 8:6 7:5                                                     |
| 1952 | Морін Конноллі (США)                                        | Луїз Браф (США)                                             | 6:4 6:3                                                     |
| 1951 | Доріс Гарт (США)                                            | Ширлі Фрай (США)                                            | 6:1 6:0                                                     |
| 1950 | Луїз Браф (США)                                             | Маргарет Дюпон (США)                                        | 6:1 3:6 6:1                                                 |
| 1949 | Луїз Браф (США)                                             | Маргарет Дюпон (США)                                        | 10:8 1:6 10:8                                               |
| 1948 | Луїз Браф (США)                                             | Доріс Гарт (США)                                            | 6:3 8:6                                                     |
| 1947 | Маргарет Осборн (США)                                       | Доріс Гарт (США)                                            | 6:2 6:4                                                     |
| 1946 | Полін Бетц (США)                                            | Луїз Браф (США)                                             | 6:2 6:4                                                     |
| 1945 | Турнір не проводився (Друга світова війна)                  | Турнір не проводився (Друга світова війна)                  | Турнір не проводився (Друга світова війна)                  |
| 1944 | Турнір не проводився (Друга світова війна)                  | Турнір не проводився (Друга світова війна)                  | Турнір не проводився (Друга світова війна)                  |
| 1943 | Турнір не проводився (Друга світова війна)                  | Турнір не проводився (Друга світова війна)                  | Турнір не проводився (Друга світова війна)                  |
| 1942 | Турнір не проводився (Друга світова війна)                  | Турнір не проводився (Друга світова війна)                  | Турнір не проводився (Друга світова війна)                  |
| 1941 | Турнір не проводився (Друга світова війна)                  | Турнір не проводився (Друга світова війна)                  | Турнір не проводився (Друга світова війна)                  |
| 1940 | Турнір не проводився (Друга світова війна)                  | Турнір не проводився (Друга світова війна)                  | Турнір не проводився (Друга світова війна)                  |
| 1939 | Еліс Марбл (США)                                            | Кей Стаммерс (Велика Британія)                              | 6:2 6:0                                                     |
| 1938 | Гелен Віллс-Муді (США)                                      | Гелен Галл Джейкобс (США)                                   | 6:4 6:0                                                     |
| 1937 | Дороті Раунд (Велика Британія)                              | Ядвіга Єнджейовська (Польща)                                | 6:2 2:6 7:5                                                 |
| 1936 | Гелен Галл Джейкобс (США)                                   | Гільде Кравінкель Сперлінг (Німеччина)                      | 6:2 4:6 7:5                                                 |
| 1935 | Гелен Віллс-Муді (США)                                      | Гелен Галл Джейкобс (США)                                   | 6:3 3:6 7:5                                                 |
| 1934 | Дороті Раунд (Велика Британія)                              | Гелен Галл Джейкобс (США)                                   | 6:2 5:7 6:3                                                 |
| 1933 | Гелен Віллс-Муді (США)                                      | Дороті Раунд (Велика Британія)                              | 6:4 6:8 6:3                                                 |
| 1932 | Гелен Віллс-Муді (США)                                      | Гелен Галл Джейкобс (США)                                   | 6:3 6:1                                                     |
| 1931 | Сіллі Оссем (Німеччина)                                     | Гільде Кравінкель (Німеччина)                               | 6:2 7:5                                                     |
| 1930 | Гелен Віллс-Муді (США)                                      | Елізабет Раян (США)                                         | 6:2 6:2                                                     |
| 1929 | Гелен Віллс (США)                                           | Гелен Галл Джейкобс (США)                                   | 6:1 6:2                                                     |
| 1928 | Гелен Віллс (США)                                           | Лілі Альварес (Іспанія)                                     | 6:2 6:3                                                     |
| 1927 | Гелен Віллс (США)                                           | Лілі Альварес (Іспанія)                                     | 6:2 6:4                                                     |
| 1926 | Кетлін Маккейн Годфрі (Велика Британія)                     | Лілі Альварес (Іспанія)                                     | 6:2 4:6 6:3                                                 |
| 1925 | Сюзан Ленглен (Франція)                                     | Джоан Фрай (Велика Британія)                                | 6:2 6:0                                                     |
| 1924 | Кетлін Маккейн                                              | Гелен Віллс (США)                                           | 4:6 6:4 6:4                                                 |
| 1923 | Сюзан Ленглен (Франція)                                     | Кетлін Маккейн (Велика Британія)                            | 6:2 6:2                                                     |
| 1922 | Сюзан Ленглен (Франція)                                     | Молла Маллорі (США)                                         | 6:2 6:0                                                     |
| 1921 | Сюзан Ленглен (Франція)                                     | Елізабет Раян (США)                                         | 6:2 6:0                                                     |
| 1920 | Сюзан Ленглен (Франція)                                     | Доротея Ламберт Чамберс (Велика Британія)                   | 6:3 6:0                                                     |
| 1919 | Сюзан Ленглен (Франція)                                     | Доротея Ламберт Чамберс (Велика Британія)                   | 10:8 4:6 9:7                                                |
| 1918 | Турнір не проводився (Перша світова війна)                  | Турнір не проводився (Перша світова війна)                  | Турнір не проводився (Перша світова війна)                  |
| 1917 | Турнір не проводився (Перша світова війна)                  | Турнір не проводився (Перша світова війна)                  | Турнір не проводився (Перша світова війна)                  |
| 1916 | Турнір не проводився (Перша світова війна)                  | Турнір не проводився (Перша світова війна)                  | Турнір не проводився (Перша світова війна)                  |
| 1915 | Турнір не проводився (Перша світова війна)                  | Турнір не проводився (Перша світова війна)                  | Турнір не проводився (Перша світова війна)                  |
| 1914 | Доротея Ламберт Чамберс (Велика Британія)                   | Етель Томсон Ларкомб (Велика Британія)                      | 7:5 6:4                                                     |
| 1913 | Доротея Ламберт Чамберс (Велика Британія)                   | Вініфред Макнейр (Велика Британія)                          | 6:0 6:4                                                     |
| 1912 | Етель Томсон Ларкомб (Велика Британія)                      | Шарлотта Купер Стеррі (Велика Британія)                     | 6:3 6:1                                                     |
| 1911 | Доротея Ламберт Чамберс (Велика Британія)                   | Дора Бутбі (Велика Британія)                                | 6:0 6:0                                                     |
| 1910 | Доротея Ламберт Чамберс (Велика Британія)                   | Дора Бутбі (Велика Британія)                                | 6:2 6:2                                                     |
| 1909 | Дора Бутбі (Велика Британія)                                | Агнес Мортон (Велика Британія)                              | 6:4 4:6 8:6                                                 |
| 1908 | Шарлотта Купер Стеррі (Велика Британія)                     | Агнес Мортон (Велика Британія)                              | 6:4 6:4                                                     |
| 1907 | Мей Саттон (США)                                            | Доротея Ламберт Чамберс (Велика Британія)                   | 6:1 6:4                                                     |
| 1906 | Доротея Даґласс (Велика Британія)                           | Мей Саттон (США)                                            | 6:3 9:7                                                     |
| 1905 | Мей Саттон (США)                                            | Доротея Даґласс (Велика Британія)                           | 6:3 6:4                                                     |
| 1904 | Доротея Даґласс (Велика Британія)                           | Шарлотта Купер Стеррі (Велика Британія)                     | 6:0 6:3                                                     |
| 1903 | Доротея Даґласс (Велика Британія)                           | Етель Томсон (Велика Британія)                              | 4:6 6:4 6:2                                                 |
| 1902 | Мюрієл Робб (Велика Британія)                               | Шарлотта Купер Стеррі (Велика Британія)                     | 7:5 6:1                                                     |
| 1901 | Шарлотта Купер Стеррі (Велика Британія)                     | Бланш Бінглі Хілярд (Велика Британія)                       | 6:2 6:2                                                     |
| 1900 | Бланш Бінглі Хілярд (Велика Британія)                       | Шарлотта Купер (Велика Британія)                            | 4:6 6:4 6:4                                                 |
| 1899 | Бланш Бінглі Хілярд (Велика Британія)                       | Шарлотта Купер (Велика Британія)                            | 6:2 6:3                                                     |
| 1898 | Шарлотта Купер (Велика Британія)                            | Луїза Мартін (Велика Британія)                              | 6:4 6:4                                                     |
| 1897 | Бланш Бінглі Хілярд (Велика Британія)                       | Шарлотта Купер (Велика Британія)                            | 5:7 7:5 6:2                                                 |
| 1896 | Шарлотта Купер (Велика Британія)                            | Еліс Сімпсон Пікерінг (Велика Британія)                     | 6:2 6:3                                                     |
| 1895 | Шарлотта Купер (Велика Британія)                            | Гелен Джексон (Велика Британія)                             | 7:5 8:6                                                     |
| 1894 | Бланш Бінглі Хілярд (Велика Британія)                       | Едіт Остін (Велика Британія)                                | 6:1 6:1                                                     |
| 1893 | Лотті Дод (Велика Британія)                                 | Бланш Бінглі Хілярд (Велика Британія)                       | 6:8 6:1 6:4                                                 |
| 1892 | Лотті Дод (Велика Британія)                                 | Бланш Бінглі Хілярд (Велика Британія)                       | 6:1 6:1                                                     |
| 1891 | Лотті Дод (Велика Британія)                                 | Бланш Бінглі Хілярд (Велика Британія)                       | 6:2 6:1                                                     |
| 1890 | Лена Райс (Велика Британія)                                 | Мей Джекс (Велика Британія)                                 | 6:4 6:1                                                     |
| 1889 | Бланш Бінглі Хілярд (Велика Британія)                       | Лена Райс (Велика Британія)                                 | 4:6 8:6 6:4                                                 |
| 1888 | Лотті Дод (Велика Британія)                                 | Бланш Бінглі Хілярд (Велика Британія)                       | 6:3 6:3                                                     |
| 1887 | Лотті Дод (Велика Британія)                                 | Бланш Бінглі (Велика Британія)                              | 6:2 6:0                                                     |
| 1886 | Бланш Бінглі (Велика Британія)                              | Мод Вотсон (Велика Британія)                                | 6:3 6:3                                                     |
| 1885 | Мод Вотсон (Велика Британія)                                | Бланш Бінглі (Велика Британія)                              | 6:1 7:5                                                     |
| 1884 | Мод Вотсон (Велика Британія)                                | Луіз Вотсон (Велика Британія)                               | 6:8 6:3 6:3                                                 |

## Переможці за країнами
| Країна          | Кількість перемог | Рік першої перемоги | Рік останньої перемоги |
| --------------- | ----------------- | ------------------- | ---------------------- |
| США             | 57                | 1905                | 2016                   |
| Велика Британія | 36                | 1884                | 1977                   |
| Німеччина       | 9                 | 1931                | 2018                   |
| Франція         | 8                 | 1919                | 2013                   |
| Австралія       | 6                 | 1965                | 2021                   |
| Чехія           | 5                 | 1998                | 2024                   |
| Бразилія        | 3                 | 1959                | 1964                   |
| Іспанія         | 2                 | 1994                | 2017                   |
| Польща          | 1                 | 2025                | 2025                   |
| Казахстан       | 1                 | 2022                | 2022                   |
| Румунія         | 1                 | 2019                | 2019                   |
| Росія           | 1                 | 2004                | 2004                   |
| Швейцарія       | 1                 | 1997                | 1997                   |